# 출동! 파자마 삼총사
출동! 파자마 삼총사(PJ Masks)는 2015년 9월 18일부터 디즈니 주니어에 방영이 되고있으며, 전세계 판권이 되어 방영을 되었다. 2020년에 대한민국의 세계태권도연맹와 파트너쉽 체결으로 캐치프라이즈 캠페인는 Let's Get Active으로 하였다. 2023년 후속작은 출동! 파자마 삼총사: 파워 히어로즈으로 방영중이다.

## 줄거리
낮에는 평범한 일상을 살아가는 세 아이인 코너, 아마야, 그렉이지만, 어둠이 찾아오면 슈퍼히어로인 파자마 삼총사로 변신하여 악당들에 맞서 도시의 평화를 지킨다는 이야기. 팔에 찬 팔찌를 누르면 변신하게 되고 본부에 모여 상황을 파악한 후 각자가 가진 탈것 중 하나를 선택하여 함께 출동하게 된다.

## 목소리 출연

### 원본판
- 제이콥 유와니욱(시즌1) → 제이콥 우르소마르조(시즌2) - 코너/캣보이
- 애디슨 홀리 - 아마야/올빼미아
- 카일 해리슨 브라이트코프(시즌1~3) → 벤자민 흠(시즌4~) - 그렉/도마배미
- 후안 루이스 보 닐라 - 파자마 로봇
- 알렉스 손 - 로미오
- 브리아나 다구안노 - 루나걸
- 데반 코헨 - 복면닌자

### 한국어판
- 김은아 - 코너/캣보이
- 사문영 - 아마야/올빼미아
- 김채하 - 그렉/도마배미
- 홍범기 - 파자마 로봇
- 한채언 - 로미오
- 강시현 - 루나걸
- 김지혜 → 윤승희 - 복면닌자

### 일본어판
- 야오 유키코 - 코너/캣보이
- 히라이 요시 - 아마야/올빼미아
- 아이미 하나조노 - 그렉/도마배미
- 오카 카나 - 로미오
- 토가미 미스즈 - 나이트 닌자
- 오다이라 카나 - 루나 걸